# Знаменский собор (Курск)
Собо́р ико́ны Бо́жией Ма́тери «Зна́мение» (Зна́менский собо́р) — православный храм в Курске, кафедральный собор Курской митрополии и епархии Русской православной церкви. Расположен в историческом центре города, на территории Знаменского монастыря. Построен в 1816—1826 годы в честь победы в Отечественной войне 1812 года. Храм был возведён в стиле классицизма, отразив в себе черты западноевропейского Ренессанса, и имеет традиционную крестово-купольную конструкцию, крестообразную в плане, со значительно удлинённой западной частью. На протяжении длительного времени собор являлся почётным местом хранения почитаемой чудотворной Курской Коренной иконы Божией Матери «Знамение», из собора ежегодно совершался крестный ход с перенесением иконы «Знамение» в Курскую Коренную Рождество-Богородичную пустынь. Здание собора за свою длительную историю претерпело ряд существенных реконструкций, в 1943 году было серьёзно повреждено при пожаре. С 1937 по 1992 год в здании располагался кинотеатр «Октябрь». В настоящее время является памятником архитектры федерального значения.

## История

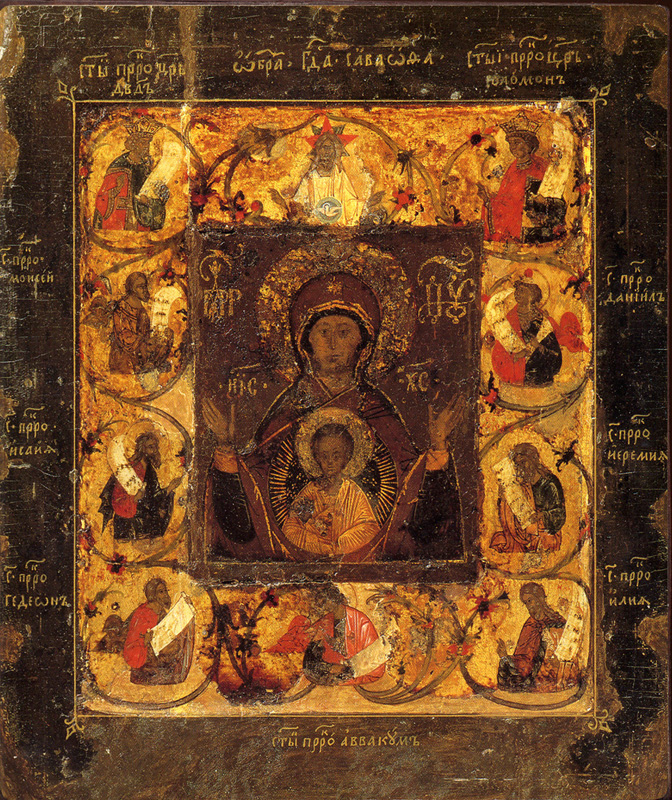
Курская Коренная икона Божией Матери «Знамение»

### Предыстория постройки
На месте современного Знаменского собора в начале XVII века располагалась городская крепость Курска. В 1612 году Курск был захвачен и разорён семидесятитысячным войском польско-литовских интервентов под командованием гетмана Жолкевского. Неприступной для врагов осталась только героически оборонявшаяся под предводительством воеводы стольника Юрия Игнатьевича Татищева городская крепость. Своё избавление от гибели куряне приписывали заступничеству Божией Матери и в то же время дали обет в память этого события построить монастырь в честь Курской Коренной иконы Божией Матери «Знамение», которая тогда находилась в царских палатах в Москве.

«И как… отступили оные литовские люди от …крепости, не взяв её, — писал курский летописец, — то граждане курские, выполняя обещание своё, …начали монастырь строить и построили… близ рва…»— История о городе Курске, сочинённая в 1786 году из разных рукописей, грамот царских и патриарших, такожде и из рукописей летописца, в Курском Знаменском монастыре находящихся. 1792. — С. 14
К 1615 году на месте современного собора была возведена деревянная церковь в честь Рождества Богородицы. В 1615 году царь Михаил Фёдорович Романов повелел возвратить в Курск чудотворную икону Божией Матери «Знамение», которая по его личному распоряжению в 1618 году была перенесена в Рождественский (Знаменский) монастырь из городского Воскресенского собора. В 1631 году все монастырские строения сгорели при пожаре, возникшем от удара молнии.

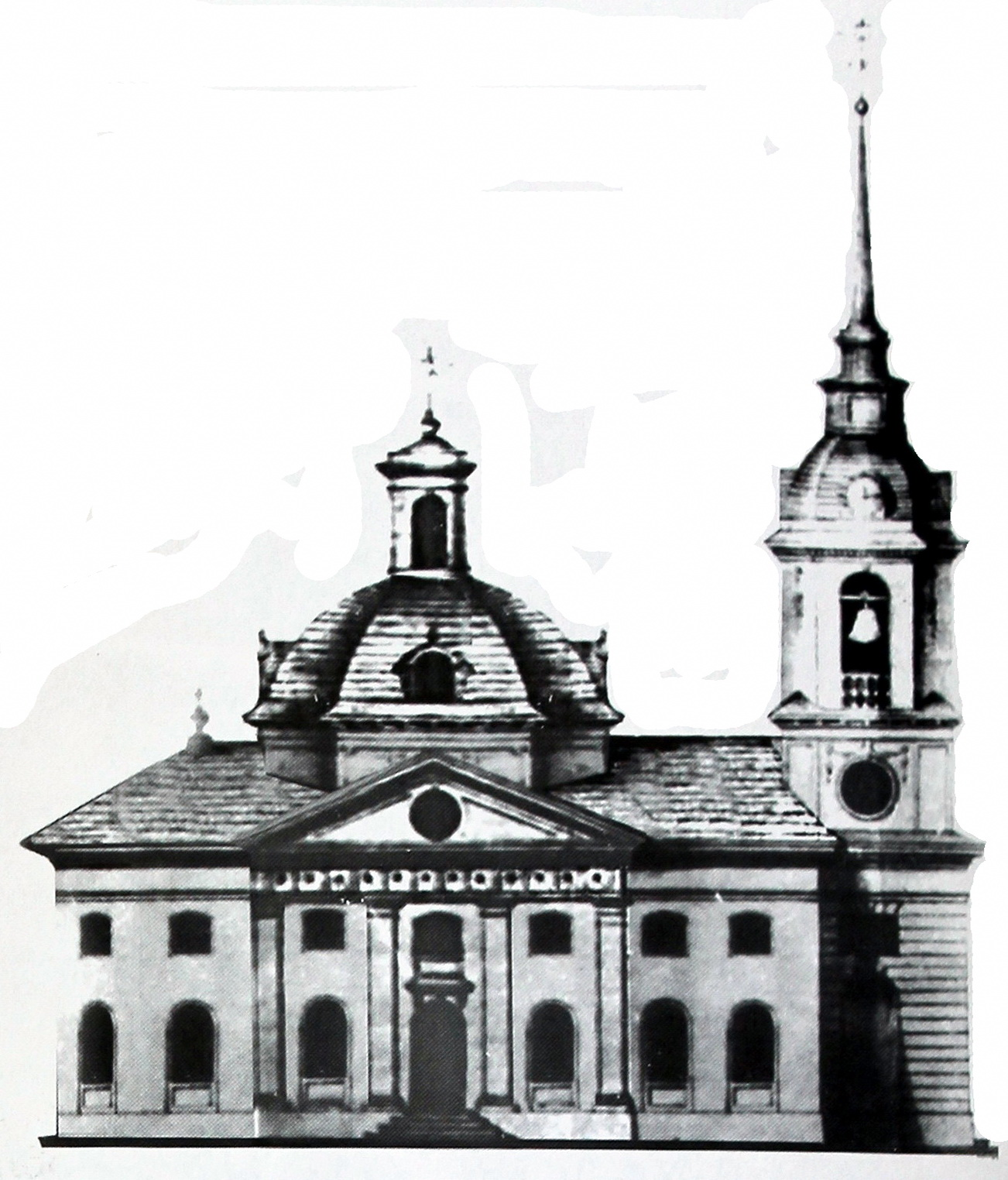
Первый каменный соборный храм во имя иконы Божией Матери «Знамение», построенный на территории Курского Знаменского Богородицкого мужского монастыря в 1649—1680 годы и разобранный в 1815 году (на рисунке изображён собор после перестройки в стилевых чертах барокко во второй половине XVIII века)

В 1649 году по указу царя Алексея Михайловича на месте деревянного заложили каменный соборный храм во имя иконы Божией Матери «Знамение», который был возведён к 1680 году строителем Московского Приказа каменных дел Семёном Белым и приказчиком Сергеем Калугиным. Деньги на строительство поступили из царской казны, а также от частных лиц.

…по разрядной грамоте началась строиться… каменная Знаменская церковь… по образу церкви, что в Москве в Зачатьевском монастыре… Для строения оной церкви присланы по указу Его Величества из Москвы в Курск каменщиков и кирпичников 12 человек.— История о городе Курске, сочинённая в 1786 году из разных рукописей, грамот царских и патриарших, такожде и из рукописей летописца, в Курском Знаменском монастыре находящихся. 1792. — С. 34—35
Новому каменному храму, имевшему два придела (святого Алексия, человека Божия, и Димитрия Солунского), в 1688 году государями Иоанном и Петром Алексеевичами и Софьей Алексеевной был поднесён в дар большой 57-пудовый колокол, отлитый мастером Фёдором Маториным, прослуживший около двухсот лет. В 1860 году треснувший колокол сняли с колокольни и торжественно установили на высокий постамент в северо-восточной части монастырской ограды. Новый собор имел 58 м в длину и 11,5 м в ширину; в 1752 году он был оштукатурен изнутри и снаружи, его единственная глава разобрана, а вместо неё возведено пять. В период с 1771 года по 1775 год, при архимандрите Викторе (Лодыженском), престол в Знаменском храме был обложен вызолоченной медью, с изображением страстей Христовых, а иконостасы были украшены новой живописью и позолотой. Во время проведения внутренних работ богослужения проводились в храме Богоявления Господня. В 1775 году купола Знаменского собора позолотили. В ноябре 1814 года во время службы на прихожан с купола собора стала целыми кусками осыпаться штукатурка. При обследовании здания были выявлены трещины на своде трапезной и на стенах храма, образовавшиеся в результате просадки его фундамента. В 1815 году обветшавший Знаменский собор был разобран.

### Строительство

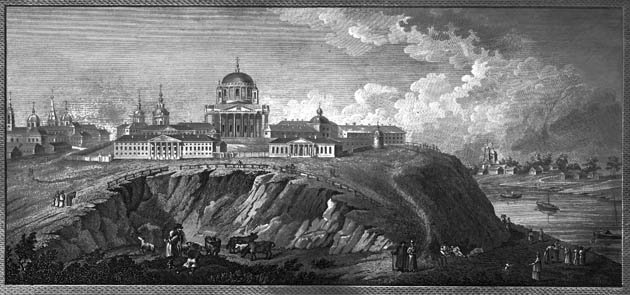
Курск. Гравюра А. Ухтомского 1821 года по рисунку И. Рамбауэра. В центре гравюры — Знаменский собор в первоначальном виде до пристройки в 1826 году трапезной с двумя колокольными башнями. Отчётливо виден западный портик

Строительство большого Знаменского собора началось в 1816 году и продолжалось 10 лет. Новый собор был заложен 4 (16) июня 1816 года как памятник победы в Отечественной войне 1812 года. По решению архиепископа Курского и Белгородского Феоктиста (Мочульского) руководство строительством возлагалось на архимандрита Курской Коренной пустыни Палладия (Белевцева), в прошлом артиллерийского офицера, выходца из курских дворян, а также на губернского архитектора П. К. Шмита. Возведение собора осуществлялось на пожертвования граждан и доходы Знаменского Богородицкого монастыря, существенный вклад внесли архиепископ Феоктист, скончавшийся в 1818 году и оставивший по завещанию крупную сумму на благоустройство храма, губернатор Аркадий Иванович Нелидов, представители курского дворянства и купечества. Тайный советник Григорий Аполлонович Хомутов, будучи большим знатоком архитектуры, оказал содействие в подборе мастеров и рабочих, обеспечил сотрудничество с лучшим московским подрядчиком каменных работ, который лично контролировал работу калужских каменщиков, возводивших стены храма. В течение многих лет курские краеведы называли автором проекта собора петербургского архитектора А. И. Мельникова, однако в настоящее время никаких документальных доказательств его причастности к созданию Знаменского собора не обнаружено, а имя автора первоначального проекта собора до сих пор остаётся неизвестным.
Основные земляные работы проводились летом и осенью 1816 года: был вырыт котлован и положен на твёрдый грунт (без свай) каменный фундамент. Ежегодно зимой проводилась заготовка строительных материалов, а с весны начиналось непосредственное строительство, требовавшее большого количества мастеров и рабочих разного рода. Сооружение собора было завершено к 1826 году. К изначально имевшему форму куба с тремя одинаковыми шестиколонными портиками храму в 1826 году с западной стороны была пристроена трапезная с двумя колокольнями по образу Александро-Невской лавры, в одной из них, северной, в XIX веке установлены часы немецкой работы с громадным циферблатом, мелодичный перезвон которых был слышен даже в окрестностях города. Строительство собора обошлось Курской епархии в 600 000 рублей.
Несмотря на то, что отделочные работы ещё продолжались, 13 (25) января 1826 года собор был торжественно освящён: торопиться пришлось из-за того, что через Курск из Таганрога направлялось траурное шествие с прахом умершего императора Александра I — через три дня собор принимал гроб с телом монарха. В 1832 году был установлен чугунный иконостас, заказанный в 1824 году на Александровском литейном заводе Санкт-Петербурга: работы по его изготовлению были столь непросты, что на его создание, доставку и установку потребовалось шесть лет. В 1853 году по проекту московского архитектора Н. И. Козловского был устроен придел в нижней церкви, а в 1854 году по проекту того же архитектора кирпичными стенами с окнами и дверями были закрыты и соединены с проходами в монастырской ограде северный и западный портики. Так образовались две входные галереи; третья галерея вела в храм из архиерейского дома. В будние дни прихожане проходили через ворота напротив Храма Воскресения Христова вокруг апсиды собора и поднимались по ступеням южного портика. В 1865 году в храме была произведена очередная реконструкция, в результате которой был упразднён второй этаж. В 1866 году на колокольни собора были подняты 3 больших колокола, из них самый крупный, весом 1045 пудов и стоимостью более 20 000 рублей, был пожертвован белгородским купцом Н. И. Чумичёвым; другой колокол весом 500 пудов был отлит на заводе Самгина на пожертвования городского головы Д. В. Тихонова и Курского городского общества. Проведённые в XX веке изучение исторических источников и исследование всех слоёв штукатурки в разных местах фасадов здания и на различных высотах позволили достоверно установить, что изначально собор был окрашен в голубовато-серый тон с белыми деталями.
В пасхальные дни 1893 года в Знаменском соборе совершил божественную литургию протоиерей кронштадтского Андреевского собора отец Иоанн Сергиев — впоследствии святой праведный Иоанн Кронштадтский.
Император Николай II дважды посещал Знаменский собор. В первый раз он прибыл в Курск 1 (14) сентября 1902 года, принимая участие в крупномасштабных военных манёврах, проводимых к западу от города. Специально по случаю визита императора в Знаменский собор из Коренной пустыни была перенесена чудотворная икона Божией Матери «Знамение». Второе посещение собора императором состоялось 22 ноября (5 декабря) 1914 года, когда Николай II, следуя на Кавказ в действующую армию, сделал остановку в Курске.

### Внутреннее убранство в дореволюционные годы

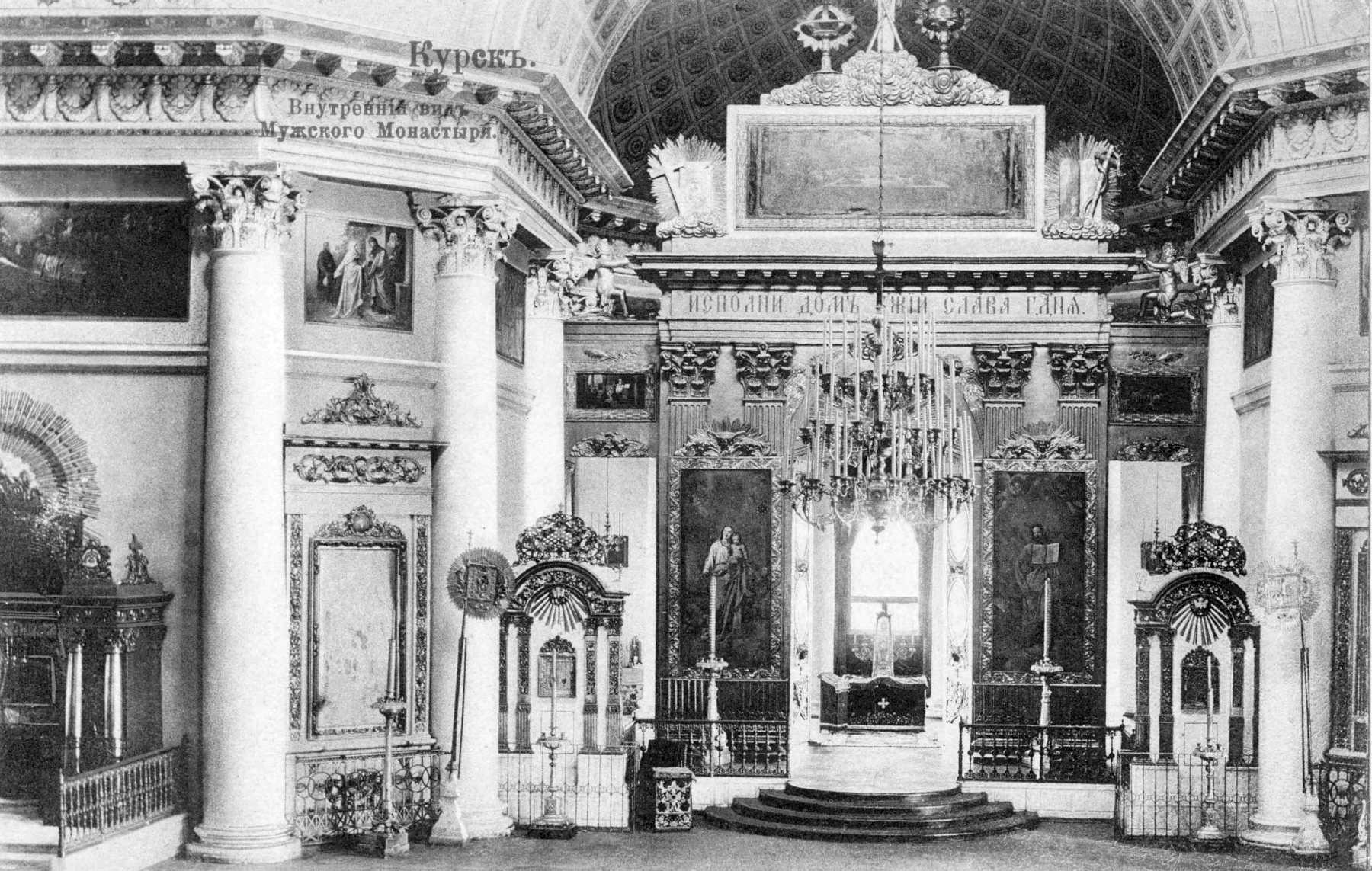
Внутренний вид Знаменского собора в сторону главного алтаря. Почтовая карточка начала XX века. Слева часть северного придела с сенью для Курской Коренной иконы Божией Матери «Знамение»

Изнутри стены собора были отделаны алебастром под белый мрамор и украшены полуколоннами, лепниной на библейские сюжеты и 23 картинами на религиозные темы, написанными на холсте иконописцем Рукавицыным и наклеенными на стены. Купол был расписан в технике альфреско. Главный алтарь собора был посвящён Курской Коренной иконе Божией Матери «Знамение». Помимо него, имелись южный придел Святых Митрофания Воронежского и Александра Невского и северный придел Тихона Задонского и Серафима Саровского, а также на южных хорах — придел Святого Николая Чудотворца. Над трапезной частью первоначально была устроена тёплая трёхпрестольная церковь во имя Сретения Господня, святого Николая и преподобных Антония и Феодосия Печерских, которая в 1837 году была упразднена. Иконостасы приделов были деревянные позолоченные, а одноярусный иконостас главного алтаря имел необычное художественное решение — он был отлит из чугуна и позолочен. Все иконы главного иконостаса были написаны на холсте петербургским академиком живописи Борги за 15 000 рублей. Царские врата, северные и южные ворота были также отлиты из чугуна и позолочены. Слева от иконостаса главного алтаря достаточно высоко располагался большой серебряный киот для Курской Коренной иконы Божией Матери «Знамение», имевший чугунную с позолотой сень, к которому вело несколько каменных ступеней. Перед иконой висела дорогая бархатная пелена, расшитая золотом, серебром и жемчугом.
Посредине собора находилась большая трёхступенчатая архиерейская кафедра, обитая дорогим красным сукном, с которой архиерей был хорошо виден молящимся во всём храме.
Собор вмещал более 5000 прихожан, а в его главном алтаре легко помещалась сотня священнослужителей. В двух приделах на хорах, представлявших собой как бы отдельные храмы, помещалось ещё до 500 человек в каждом.

#### Святыни и реликвии, хранившиеся в Знаменском соборе до Октябрьской революции
В Знаменском соборе хранились украшенная жемчугом и драгоценными камнями золотая риза, изготовленная в 1598 году и пожалованная царём Фёдором Иоанновичем для иконы Знамение Божией Матери; восемь грамот, подписанных Михаилом Фёдоровичем (1613—1645 годы), Алексеем Михайловичем (1645—1676 годы) и патриархом Филаретом (1608—1610 годы, 1619—1633 годы); Евангелие 1689 года на александрийской бумаге; серебряное паникадило весом более 4-х пудов, убранное цепями из яблочек и цветов и привесками, с распятием вверху и серебряным яблоком внизу, пожертвованное в 1700 году А. И. Хлюстиным; переданная участниками Отечественной войны 1812 года икона архистратига Михаила, которая была пожалована воинам за храбрость великим князем Михаилом Павловичем. Помимо этого, в соборе хранились две иконы курского ополчения времён Крымской войны 1853—1856 годов, одной из которых — иконой «Знамение» — архиепископ Илиодор благословлял на битву курское войско.

### Покушение на икону «Знамение»

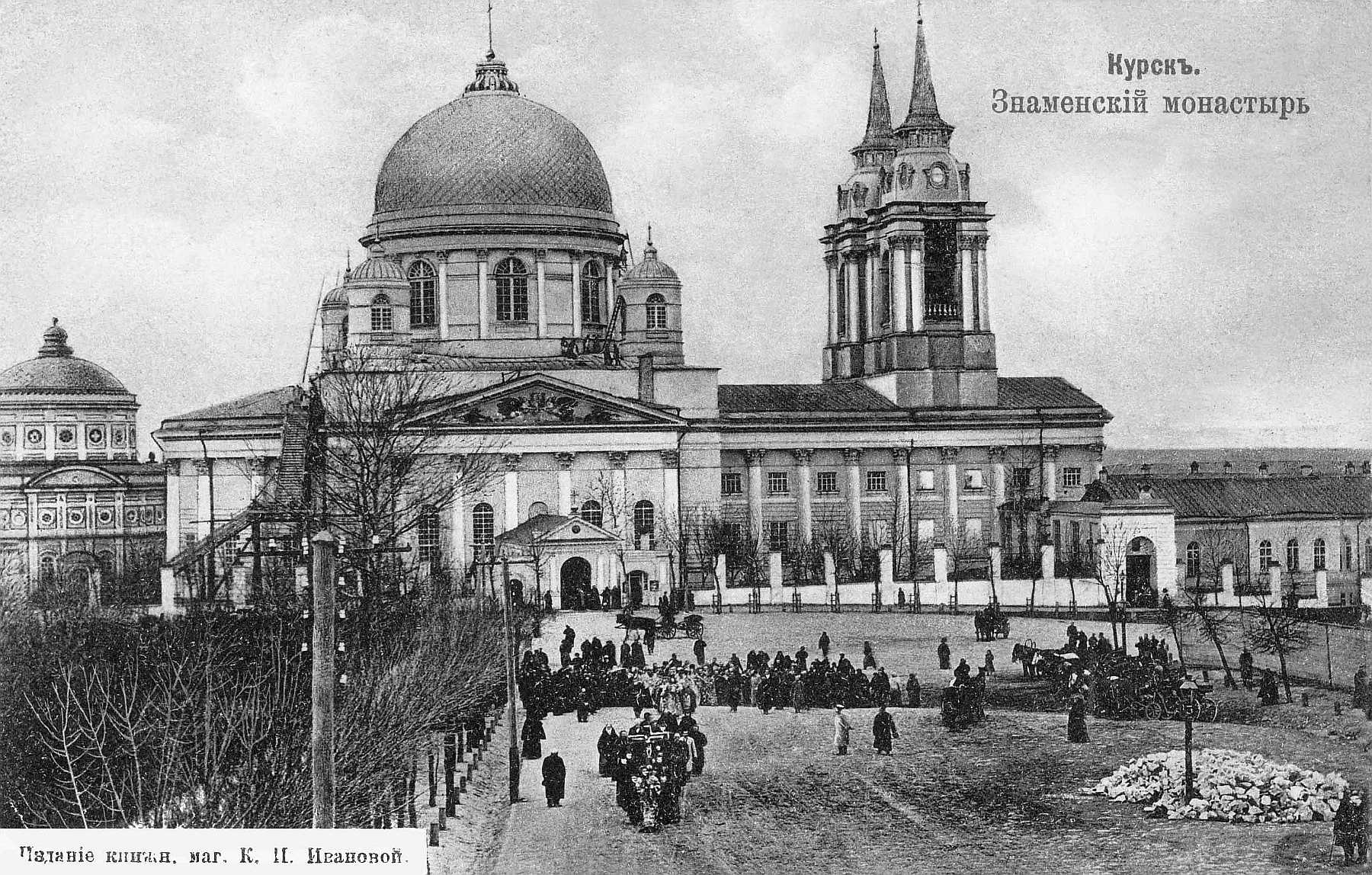
Знаменский собор, года. Почтовая карточка начала XX века. У апсиды Знаменского собора возведены леса для устранения последствий взрыва, произведённого А. Г. Уфимцевым. Над фронтоном у малой главы видны рабочие. Слева от собора Воскресенская церковь, справа — архиерейский дом

Ночью 8 (21) марта 1898 года в 1 час 50 минут в Знаменском соборе прогремел оглушительный взрыв. Прибывшие на место происшествия монахи во главе с архимандритом и епископом, а затем и всё высшее руководство города (губернатор, жандармский генерал, прокурор, полицмейстер и пристав 1-й части города Курска) обнаружили в храме страшные разрушения. Всё обширное внутреннее пространство собора было покрыто разнородными обломками: везде валялась штукатурка, куски дерева и лепных украшений, гвозди, клочья ткани. Взрывной волной тяжёлая северная дверь была разбита на несколько частей и выперта наружу, погнут и исковеркан массивный подсвечник на 150 свечей, разрушена и разорвана на составные части сень над иконой Божией Матери «Знамение». Стенки и колонки сени были сдвинуты с мест и сильно обожжены, её навес в форме полузонта в нескольких местах пробит осколками. Нижняя каменная ступенька, ведущая к иконе, значительно повредила ограждающую возвышение чугунную решётку, а верхняя деревянная ступенька пролетела через весь храм и ударилась о противоположную стену, повредив висевшую на этой стене большую икону, и, отскочив от неё, упала на середину храма рядом с архиерейским амвоном. Все стёкла в соборе, даже в верхнем куполе, были разбиты. По счастливому стечению обстоятельств, сама икона Божией Матери «Знамение» не пострадала, хотя покрывавшее её стекло было разбито на мелкие осколки, а выпуклое стекло, прикрывавшее ризу из драгоценных камней, было сильно покрыто копотью.
Представители власти при осмотре обнаружили остатки взрывного устройства, представлявшего собой продолговатый белый металлический ящик с обрывками припаянных проводов и обломками часового механизма. Уже на рассвете у монастыря собрались тысячи горожан, узнавших о случившемся и принявших участие в благодарственном молебне о чудесном спасении святыни, который отслужил епископ Курский и Белгородский Ювеналий.
Расследование обстоятельств взрыва и установление его организаторов затянулись на несколько лет. Лишь осенью 1901 года были арестованы причастные к взрыву в Знаменском соборе учащиеся Курского реального училища Анатолий Уфимцев, 20 лет, и Леонид Кишкин, 21 года, вольнонаёмный писец Василий Каменев, 22 лет, и студент института инженеров путей сообщения Анатолий Лагутин, 21 года. Из показаний задержанных следовало, что взрыв был произведён по предложению Уфимцева с целью тем самым поколебать веру в чтимую святыню и привлечь всеобщее внимание к этому происшествию. В преступный замысел Уфимцев посвятил трёх своих товарищей: Кишкин помог ему изготовить бомбу, а Каменев приобрёл часы для часового механизма. После изготовления бомбы Уфимцев, Кишкин и Лагутин 7 марта во время всенощной службы в Знаменском соборе под видом поклонения святыни подошли к иконе, и Кишкин скрытно опустил завёрнутое в холстину взрывное устройство к её подножию. На это никто не обратил внимания, так как холстину нередко приносили крестьяне и клали, как жертву, к иконе «Знамение», у которой эти свёртки оставались иногда до вечера воскресенья. Чтобы избежать человеческих жертв, часовой механизм установили на полвторого ночи, когда в соборе не идёт богослужение.
Ввиду чистосердечного раскаяния и данных злоумышленниками откровенных показаний, а также несовершеннолетнего возраста Уфимцева и молодости остальных на момент совершения преступления, было принято решение дело в суд не передавать. 26 декабря 1901 (8 января 1902) года Николай II повелел выслать обвиняемых в отдалённые области Российской империи под надзор полиции: Уфимцева на пять лет в город Акмолинск в Северном Казахстане, Кишкина, Каменева и Лагутина на два года в Восточную Сибирь.
Раскрытие этого преступления и арест организаторов и исполнителей покушения на икону «Знамение» способствовали прекращению распространения слухов, распускаемых неверующими курянами, о том, что взрыв был подстроен самими монахами для привлечения паломников в Знаменский монастырь.

### После Октябрьской революции
После Октябрьской революции община верующих владела Знаменским собором до 1932 года. В апреле 1918 года из собора была похищена почитаемая чудотворной икона «Знамение». Официальные обращения за помощью к властям, предпринятые правящим епископом Феофаном (Гавриловым), не привели к каким-либо результатам. Икона была случайно обнаружена в старом Феодосиевском колодце (по преданию, вырытом самим преподобным Феодосием Печерским) 3 (16) мая 1918 года двумя девочками, которые стирали в ручейке у колодца бельё. Дарованная царём Фёдором Иоанновичем драгоценная риза так и не была найдена, на икону был надет запасной оклад, довольно простой, серебряный, покрытый голубой эмалью, который и сейчас украшает святой образ. В ноябре 1919 года Курская Коренная икона «Знамение» вместе с отступающими частями Добровольческой армии Вооружённых сил Юга России покинула Курск, а в 1920 году и пределы России.
В 1932 году Знаменский приход был ликвидирован, а Курский горсовет принял решение устроить в храме звуковой кинотеатр. В процессе перестройки собор значительно изменил свой внешний вид: в 1935 году были снесены четыре маленьких купола и обе колокольни, а в 1936 году раскрыт северный портик и снята ограда. Центральный купол собора удалось спасти только благодаря энергичному вмешательству центральной и местной прессы. Новый кинотеатр, после приспособления здания собора под его нужды по проекту курского инженера Дорохина, открылся 23 сентября 1937 года демонстрацией фильма «Пётр Первый» и получил название «Октябрь» (в честь 20-й годовщины Октябрьской революции). Кинозал на 700 мест был устроен прямо под куполом, в алтаре установлены кинопроекторы, на обоих этажах трапезной части храма организованы музыкальные фойе с небольшими колоннами и мягкой и полумягкой мебелью, в нижнем фойе организован танцевальный зал.
В годы Великой Отечественной войны оборудование кинотеатра во время немецкой оккупации было разграблено, а само здание, подожжённое немцами при отступлении в феврале 1943 года, сильно пострадало: выгорело изнутри, произошло частичное разрушение купола, обрушение перекрытий. Вся внутренняя отделка и росписи были утрачены. После освобождения Курска в здании сначала размещался склад мясных и молочных продуктов, затем располагался лагерь для немецких военнопленных. В ноябре 1945 года помещение передано создаваемому заводу по производству низковольтной аппаратуры Наркомэлектропрома (сейчас — «Курский электроаппаратный завод»), значительная часть оборудования для которого была вывезена из побеждённой Германии. Новыми хозяевами в центральной части бывшего собора был устроен склад оборудования, в трапезной размещён штамповочный цех, в южной части помещения — цех пластмасс, на цокольном этаже — заготовительный и сборочный участки, в подвале — кузница и литейный участок. Однако в 1948 году завод отказался от здания, после чего оно было передано Управлению по делам кинофикации, вновь для устройства в нём кинотеатра.

План первого этажа кинотеатра «Октябрь»

В 1956 году закончились восстановление и очередная перестройка кинотеатра «Октябрь», начатые в 1949 году трестом «Курскстрой» по проекту архитекторов С. И. Фёдорова и Л. А. Литошенко и инженера-конструктора С. Ф. Сурина. В результате внешней и внутренней реконструкции оригинальной архитектуре здания был нанесён значительный урон. В центральной части здания было образовано круглое фойе в два этажа с кессонированным купольным перекрытием (внутренний купол, которого раньше не было), опирающимся на двенадцать свободно стоящих железобетонных колонн коринфского ордера; фойе охватывалось с обеих сторон за колоннами двумя открытыми широкими лестницами. Для фойе кинотеатра за 120 000 рублей была приобретена в Ленинграде выполненная по специальному заказу огромная хрустальная люстра с рубиновым и кобальтовым стеклом. По верхней части стены фойе за колоннадой были размещены в виде широкого цветного фриза девять больших живописных полотен, написанных по заказу курскими художниками (Г. И. Барабанщиков, В. И. Машталерук, Т. Н. Прохорчук, Воронин, Пашкин, Бакуцкий, Голоцупов). Были сооружены две выходные лестницы и три винтовые служебные лестницы, перекрытия над двумя смотровыми залами. На 1-м этаже был размещён Красный зрительный зал с двумя рядами колонн, нёсших мощное междуэтажное перекрытие с кессонированным потолком. Зрительный зал второго этажа (Зелёный зал) имел подвесной потолок со световым плафоном в виде громадного эллипса. Один из этих зрительных залов предназначался для демонстрации широкоэкранных фильмов. В восточной части здания на втором этаже был устроен зал заседаний. Заново установили параболическую оболочку внешнего купола, был раскрыт западный портик. 11 августа 1956 года реконструированный кинотеатр «Октябрь» был открыт. В первые годы после открытия восстановленный кинотеатр ежедневно посещало около 9000 зрителей.

### После возвращения Русской православной церкви
В 1992 году здание бывшего Знаменского собора возвращено Русской православной церкви. В 1993 году в Знаменский собор был передан точный список с оригинала Курской Коренной иконы Божией Матери «Знамение», написанный в 1902 году иноками Знаменского монастыря и освящённый на почитаемом чудотворным подлиннике.
Наиболее интенсивная реконструкция храма по проекту архитектора В. П. Семенихина началась летом 1999 года: за несколько месяцев был проведён демонтаж фальшивого промежуточного купола, двенадцати колонн и двух лестниц, многочисленных перегородок и перекрытий, в результате чего освобождены алтарная и подкупольная части собора. За три месяца было разобрано около 600 м³ железобетонных конструкций. 23 апреля 2000 года на восстановленные четыре малых купола собора подняли и укрепили золотые маковки и кресты. В этом же году закончены работы по восстановлению шестнадцати полуколонн, уничтоженных при переделке здания под кинотеатр «Октябрь». По старым образцам и историческим фотоснимкам восстановлена вся лепнина украшений храма. В августе 2000 года крышу собора покрыли медью. 16 ноября 2000 года митрополит Курский и Рыльский Ювеналий освятил главный престол Знаменского кафедрального собора.

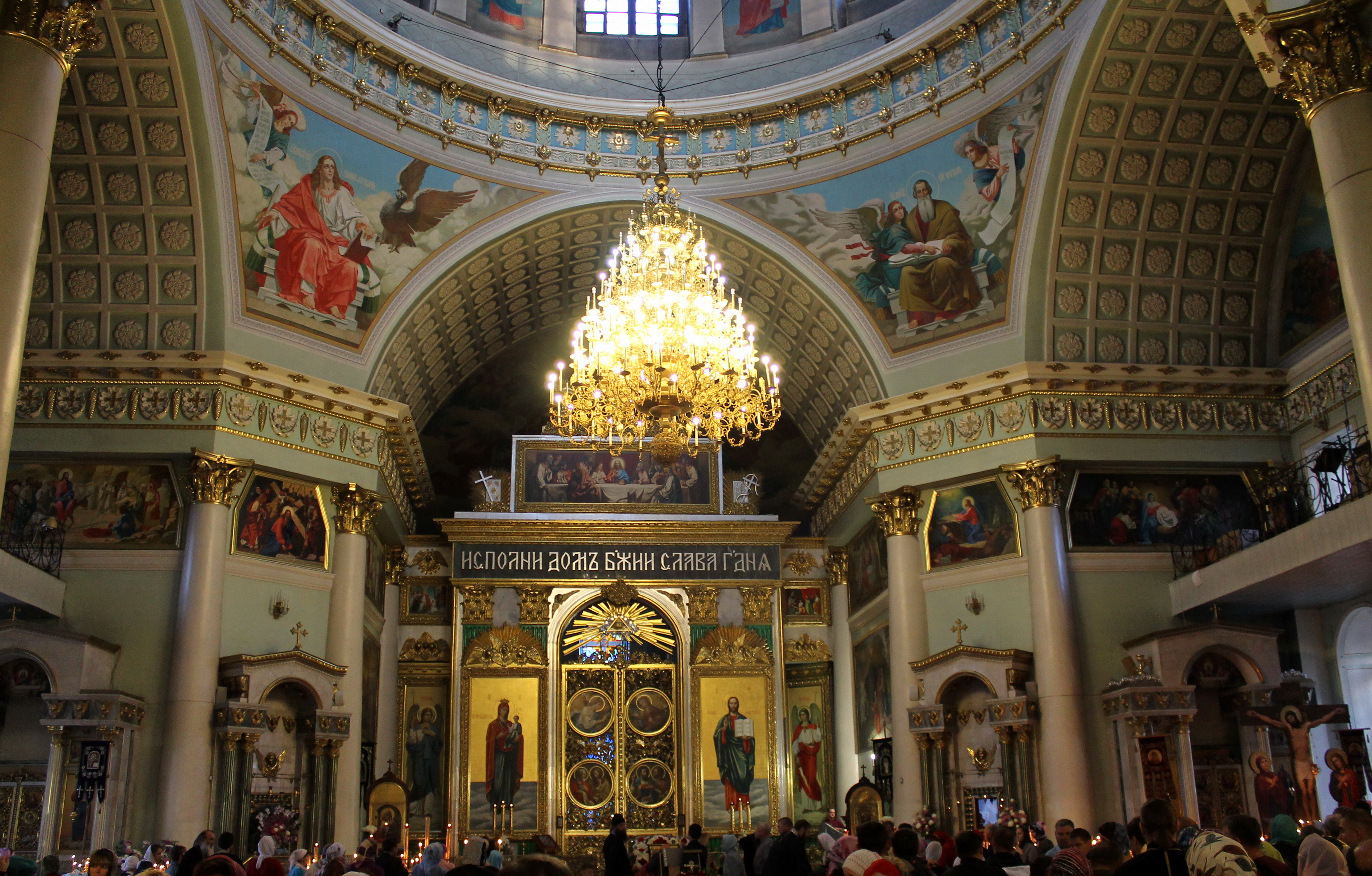
Интерьер Знаменского собора после реконструкции, 2012 год

В 2001 году накануне Пасхи в алтарной части собора был установлен витраж «Курская Коренная Божья Матерь». На высоком металлическом остове иконостаса закреплены первые иконы, выполненные в Санкт-Петербурге коллективом художников, возглавляемым действительным членом Российской академии художеств Александром Быстровым. С восточной стороны подкупольной части собора были возведены приделы и сени, облицованные гранитом, сооружены северные и южные балконы для хоров. Осенью 2001 года закончено строительство северной колокольни, пристроенной с внешней стороны трапезной и увенчанной 9 августа 2001 года высоким золотистым шпилем и крестом, на которую 3 апреля 2003 года установлены 11 колоколов, общим весом 2950 кг, изготовленных на пожертвования курян в Каменске-Уральском на специализированном предприятии по литью колоколов ЗАО «Пятков и Ко» и освящённых митрополитом Курским и Рыльским Ювеналием. К началу 2004 года завершились работы по художественному убранству алтаря собора: в четырёх больших окнах были размещены четыре ярких витража, изготовленный петербургскими художниками и изображающие святителей Василия Великого, Григория Богослова, Иоанна Златоуста и Николая Чудотворца. Под куполом установлено грандиозное позолоченное паникадило, изготовленное в мастерских производственного предприятия Московской Патриархии «Софрино». В июне 2004 года были оштукатурены и покрашены колокольня и фасад собора. К 5 июля 2004 года внутри храма были сняты строительные леса.
20 июля 2004 года по случаю 250-летия со дня рождения преподобного Серафима Саровского в Знаменский собор из Дивеевского монастыря были доставлены мощи святого, которые затем были круглосуточно выставлены на поклонение верующим в течение 4 дней.
В ночь с 30 апреля на 1 мая 2006 года из Знаменского собора была похищена его главная святыня — икона Божией Матери «Знамение», точный список с оригинала Курской Коренной иконы Божией Матери «Знамение». Вместе с ней из кафедрального собора исчезли ещё четыре образа. О пропаже стало известно рано утром: киоты, где находились иконы, были пусты. Похитителем оказался сбежавший из исправительно-трудовой колонии уроженец Грузии Жирайры Ирицян, который для совершения кражи устроился по поддельному паспорту на хозяйственные работы в Знаменский собор. Вечером накануне ограбления он выкрал ключи от храма у церковного электрика, затем, проникнув в собор, вырезал стёкла киотов стеклорезом и извлёк иконы. Пропавший образ 11 июня 2006 года сотрудники милиции отыскали в Москве в одном из арбатских ломбардов. 21 июня 2006 года в Патриаршей резиденции в Чистом переулке министр внутренних дел Российской Федерации Рашид Нургалиев передал Патриарху Московскому и всея Руси Алексию II похищенную икону Божией Матери «Знамение», и уже поздно вечером того же дня она была возвращена в Знаменский собор.

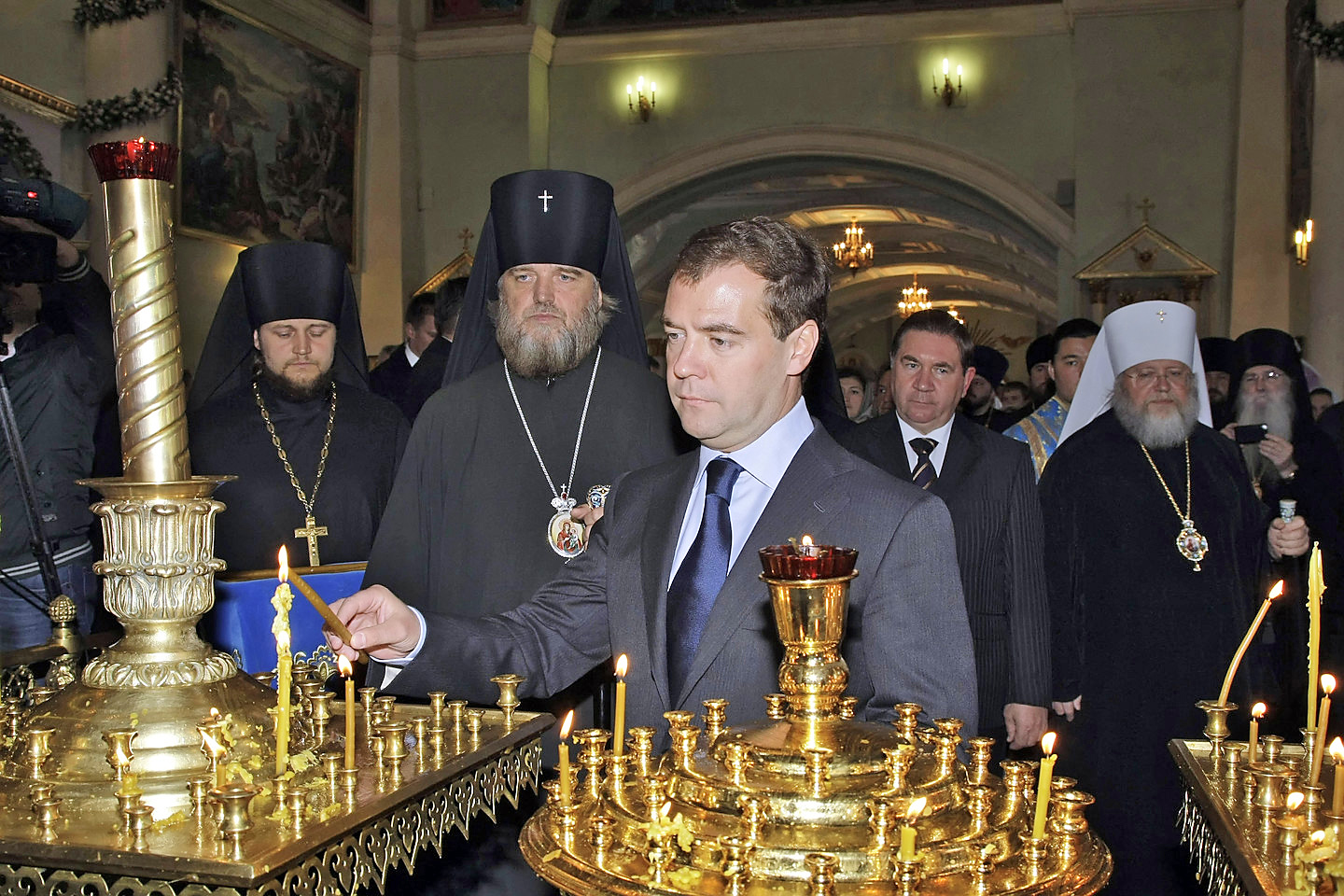
Президент РФ Дмитрий Медведев в Знаменском кафедральном соборе Курска, 1 октября 2009 года

21 мая 2007 года в Знаменском соборе совершил всенощное бдение Первоиерарх Русской Православной Церкви за рубежом митрополит Нью-йоркский и Восточно-Американский Лавр. 23 сентября 2009 года в Знаменский собор после 89 лет пребывания за границей Патриархом Московским и Всея Руси Кириллом была на время доставлена почитаемая чудотворной Курская Коренная икона Божией Матери «Знамение». 1 октября 2009 года Знаменский собор посетил президент РФ Д. А. Медведев. 24 августа 2013 года, уже пребывая в должности Председателя Правительства Российской Федерации, Д. А. Медведев вместе со своей супругой Светланой и сыном Ильёй вновь посетил Знаменский собор, приняв участие в молебне.
В настоящее время в Знаменском соборе ежедневно проводятся богослужения: клирики и монастырская братия совершают суточный богослужебный круг, молебны и панихиды. На молебен перед иконой Божией Матери «Знамение» (старинным списком с почитаемого чудотворным подлинника), совершаемый каждую пятницу в 7 часов утра, собирается несколько сотен верующих.

## Архитектура и убранство храма

### Основной объём
Храм построен в стиле классицизма, отразил в себе черты западноевропейского Ренессанса. Храм имеет традиционную крестово-купольную конструкцию, крестообразную в плане, со значительно удлинённой западной частью. Знаменский собор сориентирован под некоторым углом к оси улицы Ленина и Красной площади, а не по линии запад — восток. На основном кубическом объёме возвышается огромный световой барабан, опоясанный коринфскими полуколоннами и увенчанный полусферическим (до 1950-х годов) куполом диаметром 20 метров. Первоначальный полусферический купол был возведён целиком из хорошо обожжённого кирпича, который слой за слоем, с применением особо прочных растворов, выкладывался по окружности отдельными кольцами: прежде чем начинать следующее кольцо, строители давали хорошо схватиться предыдущим. Толщина купола составляла один метр у основания и около восьмидесяти сантиметров — на вершине. Этот купол был заменён на другой, параболического профиля, при очередной перестройке здания в 1950-е годы. Высота подкупольного пространства достигает 48 метров. Длина собора составляет 76,62 м, а ширина центральной части — 31,14 м. Храм построен из отлично обожжённого кирпича, до настоящего времени сохранившего значительную крепость, а белокаменные карнизы и другие архитектурные детали собора были выполнены московскими каменотёсами из «мячковского» камня (из подмосковного села Мячково, карьеры которого служили в течение нескольких веков источником камня при строительстве белокаменных сооружений Москвы). Толщина стен основания — 5,7 метра. Фронтон южной части храма имел портал с шестью колоннами коринфского ордера. В собор вели три галереи и вход через южный фронтон. В настоящее время все три портика собора (южный, северный и западный) раскрыты, а крытые галереи разобраны. Здание, помимо основного купола, было увенчано четырьмя малыми главами, все купола были покрыты белым железом и выкрашены алюминиевой краской, а кресты и головки покрыты червонным золотом. Малые главы, утраченные в 1935 году и вновь восстановленные в своём изначальном виде после возвращения собора верующим, имеют полусферические купола и уступают в стройности большому куполу, после реконструкции имеющему форму параболоида, а не полушария.
В настоящее время внутренний облик собора восстановлен в максимальном соответствии дореволюционному: по старым образцам, оставшимся от бывшей лепки на фризе, и историческим фотоснимкам архитектором В. П. Семенихиным воссоздана вся лепнина украшений храма, восстановлены шестнадцать внутренних полуколонн. В восточной части основного объёма собора вновь устроены приделы и сени, которые облицованы гранитом, а в северной и южной частях расположены хоры.

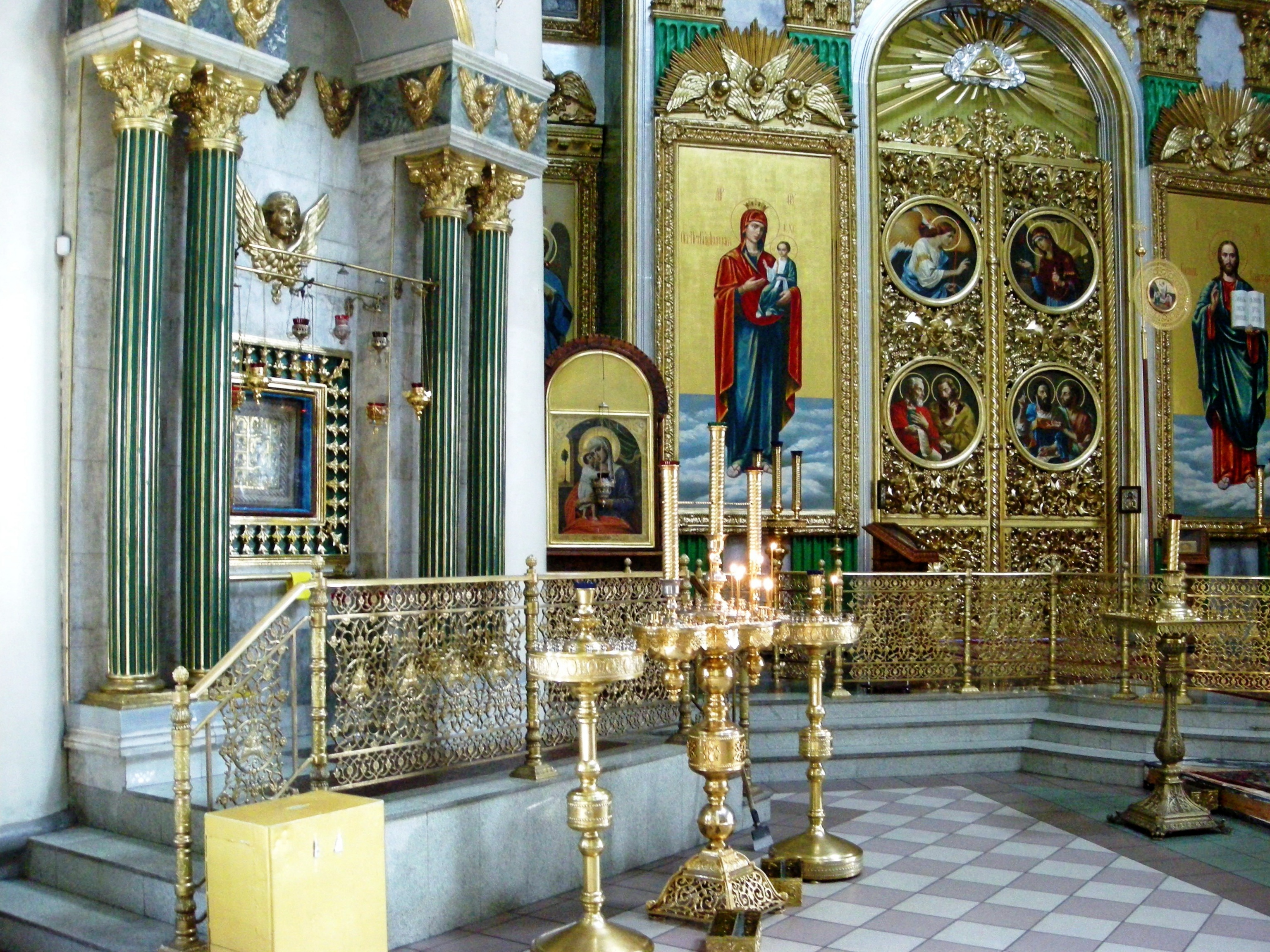
Сени, в которых размещён список с иконы «Знамение»
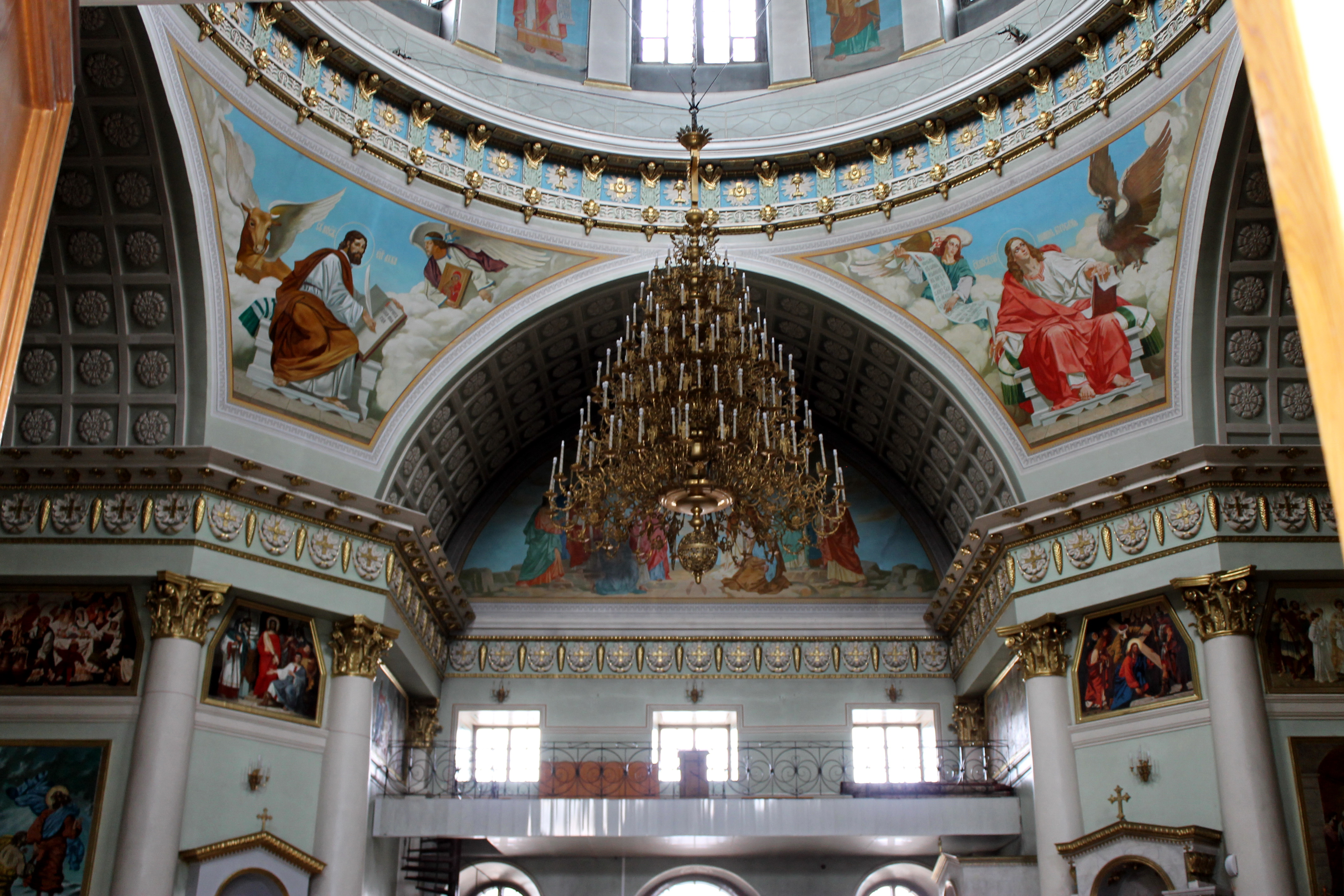
Северные хоры

Интерьер собора оформлен коллективом художников Российской академии художеств из Санкт-Петербурга, возглавляемым академиком живописи А. К. Быстровым. Этот коллектив ранее занимался росписью храма Христа Спасителя в Москве. Иконостас имеет высокий металлический остов, на котором закреплены иконы, выполненные петербургскими художниками. В алтарной части собора находится витражная икона Божией Матери «Знамение» Курская Коренная, а также четыре ярких витража, размещённые в высоких алтарных окнах и изображающие святителей Василия Великого, Григория Богослова, Иоанна Златоуста и Николая Чудотворца. Эти витражи были изготовлены петербургскими художниками В. В. Перхуном, П. М. Якипчуком и А. Ю. Синицей. В пространстве между окнами расположены изображения апостолов: настенная роспись выполнена Ю. А. Синицей, В. В. Перхуном, А. С. Кривоносом, А. А. Погосяном. В барабане купола находятся изображения восьми ветхозаветных пророков: Иеремии, Исаии, Захарии, Иезекииля, Давида, Соломона, Осии и Илия, которые были созданы заслуженным художником Российской Федерации А. А. Живаевым. Под самым куполом собора изображена восседающая на престоле Пресвятая Богородица, окружённая ангелами, а также образы преподобных Серафима Саровского, Сергия Радонежского и тридцати шести святых, в Земле Российской просиявших (среди них и святые Царственные страстотерпцы Николай II и Александра с детьми).
Под куполом установлено грандиозное позолоченное паникадило, весом 2,5 тонны, шириной 3,5 метра и высотой 6,5 метра, тонкого литья и кузнечной работы, имеющее двенадцать ярусов свечей, изготовленное в мастерских производственного предприятия Московской Патриархии «Софрино».

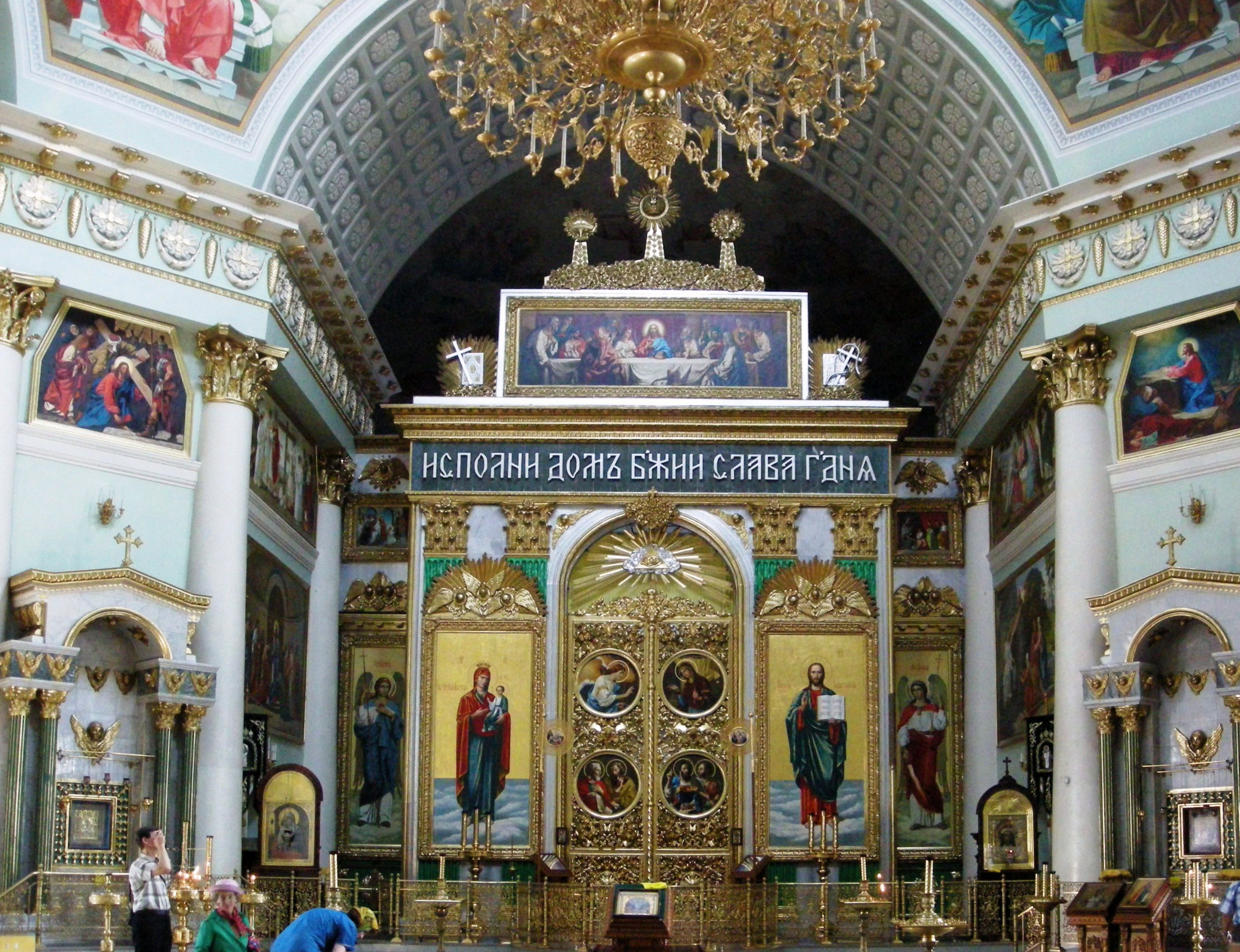
Главный иконостас
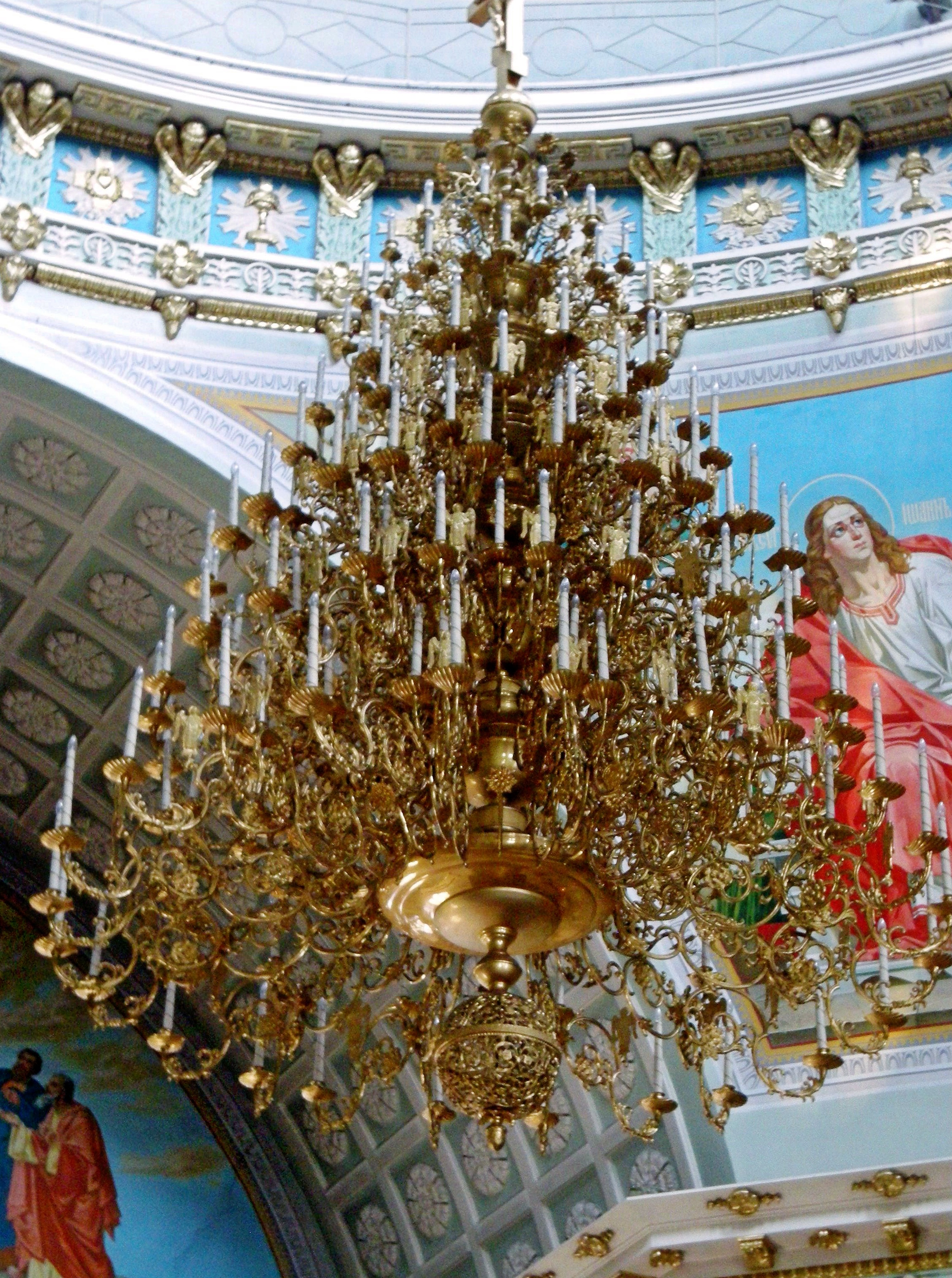
Позолоченное паникадило в подкупольном пространстве
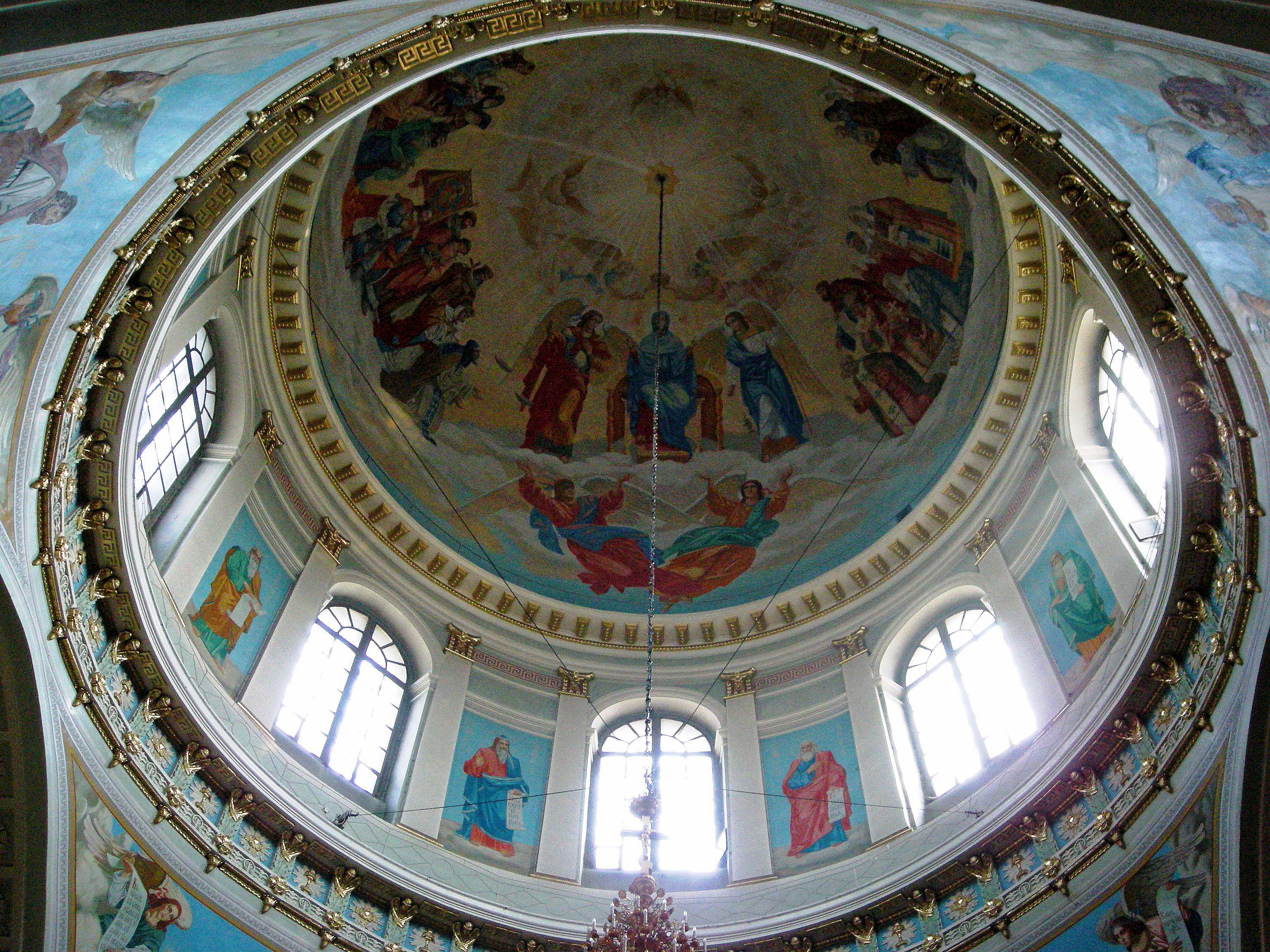
Роспись купола и светового барабана

### Колокольня
До революции колокольня имела две башни над трапезной, на северной были установлены часы. От восстановления колоколен, снесённых в 1935 году, на старом месте при последней перестройке храма было решено воздержаться, так как это усложняло бы внутреннюю реконструкцию здания и значительно увеличивало стоимость работ: требовалось полное разрушение междуэтажного и чердачного перекрытий трапезной, значительно уменьшалась полезная площадь обоих её этажей и нарушалась их чёткая прямоугольная планировка, разрушались все хорошо функционирующие системы вентиляции, отопления и электроснабжения здания, а также ухудшались пути экстренной эвакуации людей (например, при пожаре). В качестве дополнительного аргумента приводилось и то, что парные колокольни, как архитектурный композиционный приём, якобы чужеродны для русского православного зодчества. К тому же сами представители Курской епархии не дали согласия на демонтаж перекрытий двух бывших кинозалов, что было необходимо для восстановления колоколен на прежнем месте. Вместо этого северную колокольню пристроили с внешней стороны трапезной. Все ярусы новой колокольни в горизонтальных сечениях представляют собой прямоугольники, вытянутые вдоль основного здания; её первый ярус завершается полукруглым фронтоном, вступая в диссонанс с тремя классически треугольными фронтонами основного здания. Восточный и западный проёмы колокольной площадки второго яруса сделаны арочными, а северный и южный проёмы — прямоугольными. Колокольня завершается высоким позолоченным шпилем и крестом, на ней установлено 11 колоколов, общим весом 2950 кг, самый большой из них имеет массу 1380 кг.

### Трапезная
Трапезная собора после реставрации также претерпела изменения по сравнению с тем, какой она была до революции: тогда трапезная была одноэтажной и двухсветной. После возвращения собора Курской епархии на втором этаже трапезной был устроен храм во имя Иконы Божией Матери «Державной». При создании проекта реставрации собора митрополит Ювеналий не благословил его разрушать, поэтому трапезная в настоящее время стала ниже, что, однако, эффектно подчёркивает величественность высокой подкупольной части храма. В трапезной были сооружены грандиозные пилоны, на которых размещены иконы, а кессонные потолки украшены изящной лепниной.

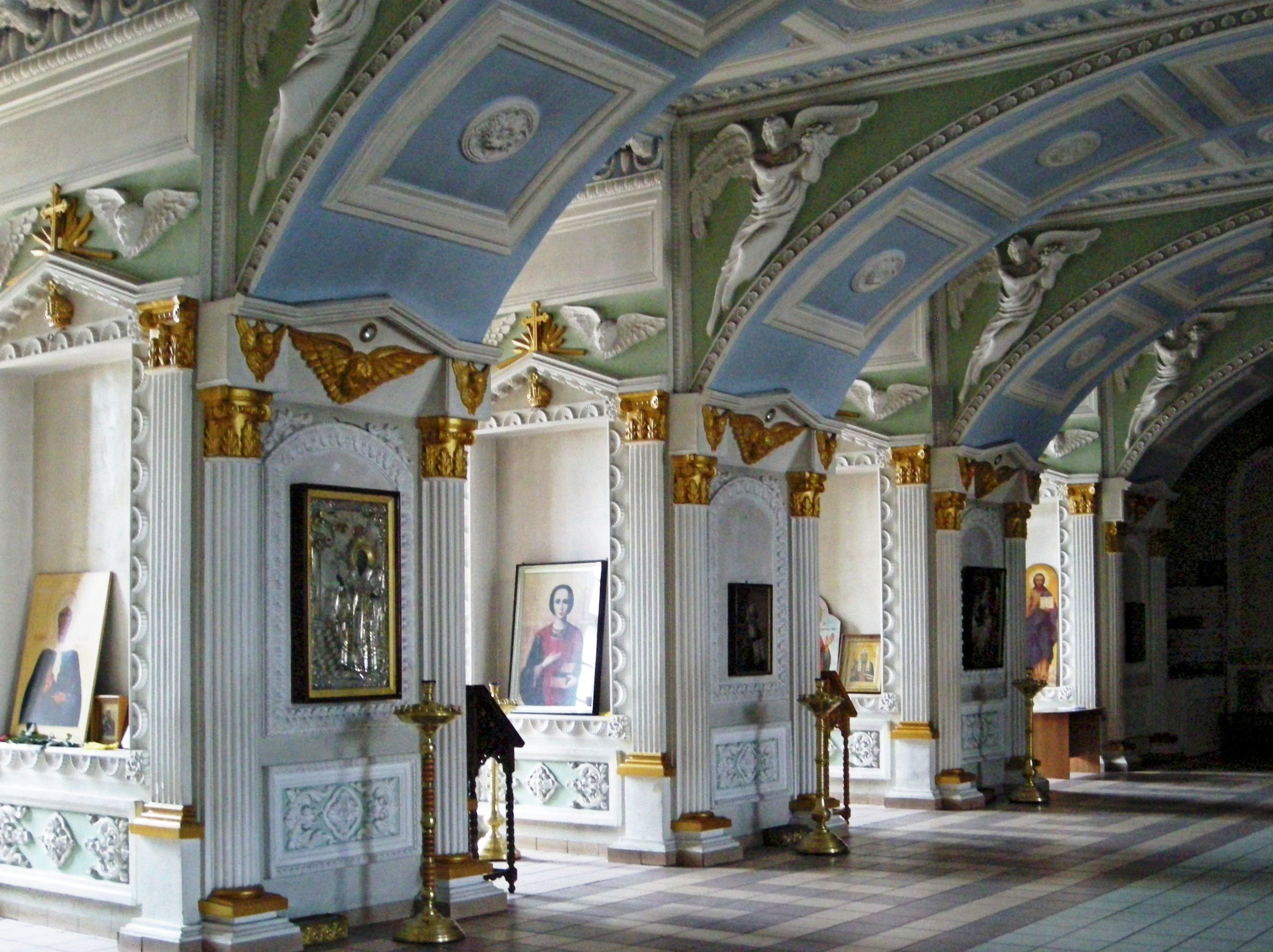
Первый этаж трапезной Знаменского собора. На пилонах размещены иконы
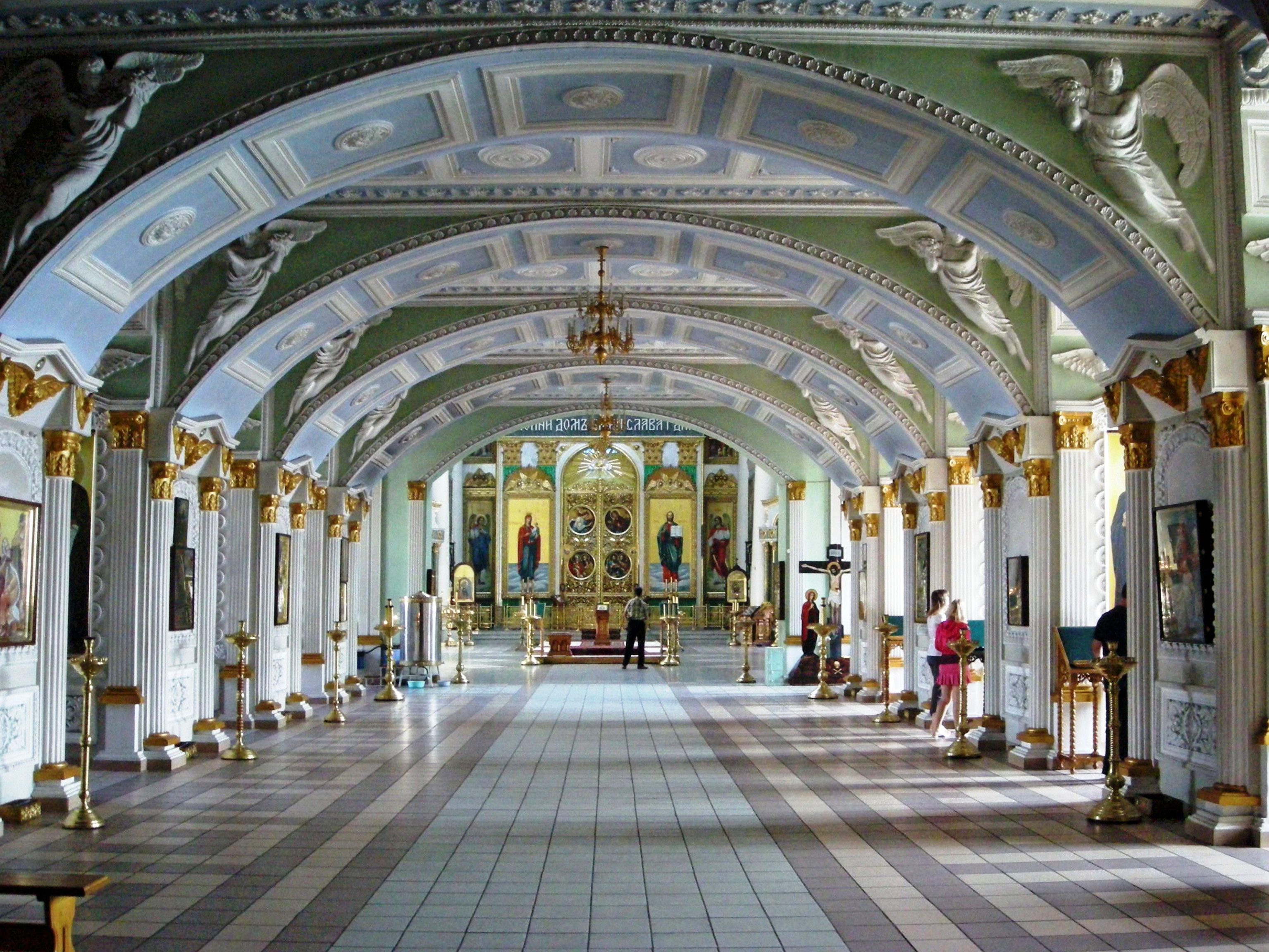
Первый этаж трапезной Знаменского собора. Вид с запада на восток

### Отзывы и оценки
Главный архитектор г. Курска (1956—1958) и г. Орла (1958—1965) кандидат искусствоведения С. И. Фёдоров (1915—2005) в своей книге «Записки из фронтовой сумки: воспоминания архитектора» (1995) охарактеризовал Знаменский собор так:

Одной из главных его [архитектурного центра города Курска] достопримечательностей является здание Знаменского собора — величественный памятник триумфальной архитектуры эпохи позднего русского классицизма. Оно неразрывно вошло не только в ансамбль Красной площади, но и в архитектурно-художественный образ всего города, в современную культурную жизнь Курска.— Фёдоров С. И. Записки из фронтовой сумки: воспоминания архитектора. 1995. — С. 120
Курский историк, краевед В. Б. Степанов в работе «Соборы, церкви, часовни Курска» (1998) даёт храму следующую характеристику:

…самое знаменитое здание старого Курска — Знаменский собор — главная архитектурная доминанта исторического центра города.— Степанов В. Б. Знаменский собор // Из истории монастырей и храмов Курского края. 1998. — С. 159
В. Ф. Габель и И. Н. Гулин в своей книге «Курск» (1951) также дают положительные отзывы о соборе:

Прекрасным образцом русского классического стиля является выполненное в 1816—1826 годах с исключительным мастерством здание бывшего Знаменского собора…

…Наряду с высокими достоинствами архитектуры бывшего собора, сама постановка его в плане города является удачным разрешением архитектурно-градостроительной задачи. Располагаясь на обширной площади, Знаменский собор величественно возвышается над окружающей городской застройкой, придавая своеобразный силуэт всему близлежащему району.— Габель В. Ф., Гулин И. Н. Курск. 1951. — С. 20
Довольно критично отзывается о современном внешнем облике Знаменского собора, приданном ему последней реконструкцией, курский краевед и журналист В. В. Крюков. Он отмечает несоответствие между параболоидной формой основного купола и полусферическими куполами четырёх восстановленных малых башен, которые в таком соседстве смотрятся менее стройно и приплюснуто, что особенно бросается в глаза с близкого расстояния. В проигрышном положении, по мнению Крюкова, оказался после реконструкции и сам основной купол со световым подкупольным барабаном: окружённый четырьмя восстановленными башенками, он во многом потерял свою стройность (собор как бы «втянул голову в плечи»). Восстановление четырёх малых башен привело и к тому, что собор, сориентированный под углом к оси улицы Ленина и Красной площади, теперь как бы смотрит в одну сторону, а все его пять глав — немного в другую. До революции, когда собор имел ещё две колокольни, этот негативный визуальный эффект отсутствовал, так как парные колокольни как бы правильно ориентировали взгляд.
В. В. Крюков находит существенные недостатки и в облике новой колокольни, пристроенной с северной стороны собора: второй её ярус смотрится более массивно, чем первый, что нарушает один из основных архитектурных принципов русских колоколен — диагонали каждого вышележащего яруса должны быть всё более устремлены в небо по сравнению с нижележащими. Нарушение этого принципа привело к тому, что у восстановленной колокольни отсутствует желаемое сочетание внешней лёгкости с основательной устойчивостью. Ощущение неустойчивости колокольни усиливается ещё и тем, что все её ярусы в горизонтальных сечениях имеют не квадратную, а прямоугольную, вытянутую вдоль основного здания форму. Полукруглый фронтон первого яруса колокольни диссонирует с тремя классическими треугольными фронтонами основного здания. Кроме того, В. В. Крюков отмечает несоответствие между арочными восточным и северным проёмами колокольной площадки и прямоугольными северным и южным проёмами.

## Святыни и реликвии
Реликвии, находившиеся в Знаменском соборе до Октябрьской революции и описанные выше, в настоящее время утрачены. В 1919 году имущество, принадлежавшее Знаменскому монастырю, было изъято и передано в собственность государства. Почитаемая чудотворной Курская Коренная икона Божией Матери «Знамение», увезённая из собора в 1919 году, с 1957 года пребывает в посвящённом ей Знаменском Соборе Архиерейского Синода в Нью-Йорке, но с 2009 года ежегодно на непродолжительное время привозится в Россию для поклонения в стенах Знаменского собора города Курска в дни летнего или осеннего крестного хода.
В настоящее время в соборе хранится точная копия этой иконы, написанная иноками Знаменского монастыря в 1902 году и освящённая на подлиннике. Этот список в годы советской власти и гонения на церковь был сбережён верующими и в 1993 году передан в Знаменский собор.
Среди других святынь, находящихся в настоящее время в Знаменском соборе, следует отметить чтимый образ святителя Иоанна Шанхайского и Сан-Францисского с частицей его мощей, который был преподнесён в дар представителями Русской Православной Церкви заграницей во время посещения ими Курска в 2004 году и хранится в алтаре собора. Другая святыня — почитаемый образ праведной Матроны Московской с частицей её мощей, поднесённый в дар архиепископу Курскому и Рыльскому Герману Святейшим Патриархом Московским и всея Руси Алексием II. В соборе также хранится образ преподобного Серафима Саровского с частицей его мощей и напрестольный крест-мощевик с частью Древа Животворящего Креста Господня и частицами мощей апостола Андрея Первозванного, великомученика Пантелеимона, святого Сильвестра, мученика Каллиника, мученика Маманта.

## В искусстве

### В изобразительном искусстве
Знаменский собор изображён на гравюре «Курск» А. Г. Ухтомского 1821 года по рисунку И. Рамбауэра, запечатлевшей вид на так называемую Городскую часть губернского Курска со склона Закурной части города. Примечательно, что на гравюре здание собора, расположенное в её центральной части, имеет ещё первоначальный кубический основной объём с тремя портиками, без пристроенной в 1826 году трапезной с двумя колокольными башнями, на её будущем месте отчётливо виден западный портик.

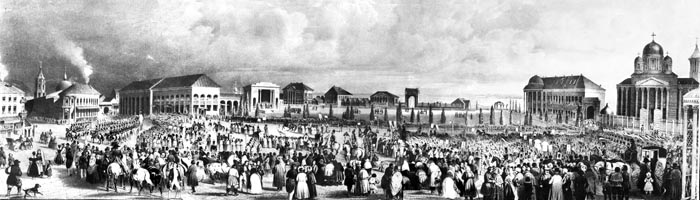
Вынос иконы «Знамение». 1839 год. Литография Бишебуа, Адама и Бушо с оригинала Ф. А. Джунковского. Справа — Знаменский собор

Другим художественным изображением Знаменского собора является литография «Вынос иконы» Бишебуа, Адама и Бушо 1839 года, выполненная в Париже с оригинала Ф. А. Джунковского, один из экземпляров которой хранится в Государственном Русском музее. На литографии запечатлена Красная площадь Курска в день выноса из Знаменского собора иконы «Знамение» перед началом крестного хода в Курскую Коренную Рождество-Богородичную пустынь. Сам Знаменский собор расположен в правой части литографии, причём изображение его имеет явные неточности: видна лишь одна колокольная башня с тесно поставленными колоннами, а не две колокольни, каждая из которых имела широкие проёмы для свободного колокольного звона, как это было на самом деле.

### В художественной литературе
История покушения на икону «Знамение» в 1898 году взята Леонидом Андреевым за основу сюжета пьесы «Савва» (1906), где под именем революционера Саввы выведен Уфимцев. В пьесе нигилист Савва подговаривает одного монаха-пьяницу из богатого монастыря, известного чудотворной иконой Спасителя, за деньги подложить взрывное устройство под эту икону, чтобы подорвать веру прихожан в чудотворность образа прямо перед большим церковным праздником, на который собирается большое количество верующих. Монах соглашается, но в последнюю минуту, испугавшись, рассказывает обо всём игумену. Игумен, посоветовавшись с братией, принимает решение использовать это обстоятельство «во славу Божию» и для увеличения доходов монастыря. Он приказывает монаху положить бомбу в сени иконы, а сам выносит чудотворный образ. После совершившегося взрыва игумен тайно возвращает икону на прежнее место и демонстрирует «чудо». Пьеса была запрещена цензурой в 1906 году.

### В кинематографе
В Знаменском соборе и на его фоне разворачивается большое количество сцен художественного фильма «Не укради» режиссёра Алексея Феоктистова, вышедшего на экраны в 2012 году и основанного на реальных событиях похищения из кафедрального собора точного списка с оригинала Курской Коренной иконы Божией Матери «Знамение» в 2006 году. Фильм был выпущен «Объединённой редакцией МВД России» совместно с кинокомпанией «Zet Cinematic Limited» при содействии УМВД России по Курской области. В главных ролях снимались Мария Берсенева и Олег Харитонов. По сюжету, команда профессионалов во главе с главным героем — следователем Михаилом Николаевым (Олег Харитонов) — идёт по следам похитителей иконы, сталкиваясь с противодействием «оборотней» в погонах. Прототипом главного героя послужил полковник Михаил Колаев, в 2006 году занимавший должность заместителя начальника уголовного розыска УВД Курской области. Фильм не является документальным, в картине присутствует художественный вымысел.

## В филателии

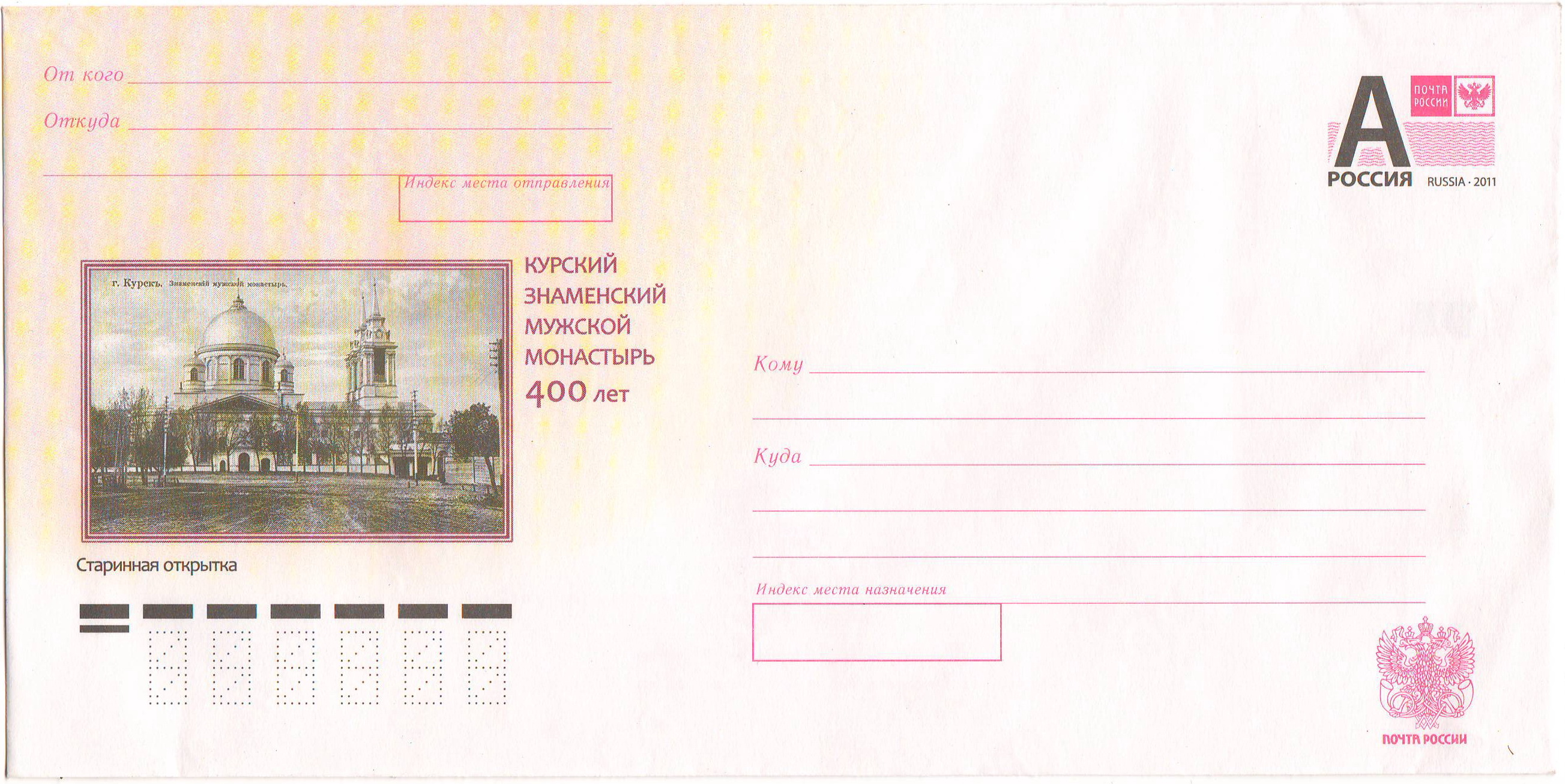
Художественный маркированный конверт Почты России, посвящённый 400-летию Курского Знаменского монастыря. 01.07.2013 г. Дизайн Х. Бетрединовой

Изображения Знаменского собора присутствуют на художественных маркированных конвертах Почты СССР и Почты России. 16 апреля 1986 года Почтой СССР был выпущен конверт с изображением кинотеатра «Октябрь» (художник — Н. Музыкантова). 1 июля 2013 года Почтой России тиражом 500 тысяч штук выпущен художественный маркированный конверт с изображением старинной открытки — дореволюционной фотографии Знаменского собора (дизайн конверта Х. Бетрединовой), посвящённый 400-летию Курского Знаменского монастыря. Памятное гашение почтового конверта состоялось в Знаменском соборе 29 сентября 2013 года. В этом мероприятии приняли участие митрополит Курский и Рыльский Герман, архиепископ Берлинско-Германский и Великобританский Марк, епископ Железногорский и Льговский Вениамин.

## Комментарии
1. ↑  В 1949 году при отрывке контрольных шурфов под полом трапезной были обнаружены фундамент западного портика и основания шести колонн, что доказывает более позднюю пристройку трапезной и парных колоколен.
2. ↑  Во время проведения работ по реконструкции здания инженер-конструктор С. Ф. Сурин упал из-под купола фойе со строительных подмостей (подломились доски), получив черепно-мозговую травму, которая оказалась смертельной.